# Винк, Марсиано
Марсиа́но Ка́рлос Альбе́рто Винк (нидерл. Marciano Carlos Alberto Vink; род. 7 октября 1970 года, Парамарибо, Суринам) — нидерландский футболист суринамского происхождения, полузащитник.

## Биография

### Клубная карьера
Марсиано Винк родился 7 октября 1970 года, спустя несколько месяцев после Чемпионата мира, его родители решили назвать сына в честь игрока сборной Бразилии Карлоса Алберто. Позже Марсиано переехал с родителями в Нидерланды. Именно в Нидерландах Марсиано начал свою футбольную карьеру, первым клубом Винка стал юношеский клуб «ТОС Актиф», затем Марсиано играл за клуб АДЕ из Амстердама. Своей игрой за АДЕ Марсиано привлёк внимание скаутов одного из сильнейших клубов в Нидерландах, амстердамского «Аякса».
Из футбольной академии «Аякса» Марсиано быстро попал в главную команду клуба, в своём первом сезоне Марсиано провёл 2 матча и забил 1 гол в чемпионате Нидерландов сезона 1988/89. С 1989 года Марсиано регулярно появлялся в составе «Аякса», в сезоне 1989/90 Винк стал чемпионом Нидерландов, а в 1992 году Винк стал обладателем Кубка УЕФА, в двухматчевом противостоянии «Аякс» победил итальянский «Торино». В первом матче в Италии, который завершился вничью 2:2, Марсиано участие не принимал, а во втором матче в Амстердаме Винк вышел на замену на 80-й минуте матча, завершившегося со счётом 0:0; благодаря двум забитым мячам на выезде «Аякс» завоевал Кубок УЕФА. В сезоне 1992/93 Марсиано стал бронзовым призёром чемпионата Нидерландов, обладателем кубка и суперкубка Нидерландов. Всего за «Аякс» Марсиано провёл 107 матчей и забил 13 мячей.
В 1993 году Марсиано стал игроком итальянского «Дженоа». Покинуть «Аякс» ему пришлось по причине того, что главный тренер амстердамцев, Луи ван Гал, решил существенно омолодить состав, который выиграл Кубок УЕФА. Сезон, проведённый в «Дженоа», сложился для Марсиано неудачно: он сыграл всего 13 матчей и забил 2 мяча, а его клуб разделил 10-е—12-е места в чемпионате Италии, с трудом избежав вылета в серию Б.
В 1994 году Марсиано вернулся в Нидерланды и стал игроком ПСВ из Эйндховена. В ПСВ Марсиано постоянно преследовали травмы, в последних двух сезонах Винк практически не играл. Всего за ПСВ Марсиано провёл 48 матчей и забил 4 мяча. В составе ПСВ Винк становился обладателем кубка Нидерландов 1996 года, чемпионом Нидерландов сезона 1996/97 и двукратным обладателем суперкубка Нидерландов 1997 и 1998 годов. В 1999 году ПСВ не стал подписывать новый контракт с Марсиано, и Винк перешёл в клуб, выступавший во втором нидерландском дивизионе — «АДО Ден Хааг», в новом клубе из-за конкуренции в составе Марсиано смог сыграть всего 5 матчей.
После ухода из «АДО Ден Хаага» Марсиано решил, что ему пора завершить с футболом, но год спустя он вернулся в профессиональный футбол, став игроком южноафриканского «Аякса» из Кейптауна. В составе клуба Марсиано провёл 2 матча, после которых решил завершить свою футбольную карьеру в возрасте 32 лет. После завершения карьеры футболиста Марсиано стал футбольным агентом, также он часто участвует в турнирах в покер.

### Карьера в сборной
В составе национальной сборной Нидерландов Винк провёл две игры в отборочном турнире чемпионата Европы. Его дебют состоялся 13 марта 1991 года в матче против сборной Мальты, завершившемся победой «оранжевых» со счётом 1:0.
Свой второй матч, он же стал и последним, Винк провёл 17 апреля 1991 года против сборной Финляндии. Матч завершился поражением финнов со счётом 2:0.

## Статистика

### Матчи Винка за сборную Нидерландов
| Матчи Винка за сборную Нидерландов | Матчи Винка за сборную Нидерландов | Матчи Винка за сборную Нидерландов | Матчи Винка за сборную Нидерландов | Матчи Винка за сборную Нидерландов | Матчи Винка за сборную Нидерландов |
| ---------------------------------- | ---------------------------------- | ---------------------------------- | ---------------------------------- | ---------------------------------- | ---------------------------------- |
| №                                  | Дата                               | Соперник                           | Счёт                               | Голы Винка                         | Соревнование                       |
| 1                                  | 13 марта 1991                      | Мальта                             | 1:0                                | —                                  | Чемпионат Европы 1992 (отбор)      |
| 2                                  | 17 апреля 1991                     | Финляндия                          | 2:0                                | —                                  | Чемпионат Европы 1992 (отбор)      |

Итого: 2 матча / 0 голов; 2 победы, 0 ничьих, 0 поражений.

## Достижения
- Чемпион Нидерландов: 1989/90, 1996/97
- Обладатель Кубка УЕФА: 1991/92
- Обладатель Кубка Нидерландов: 1992/93, 1995/96
- Обладатель Суперкубка Нидерландов: 1993, 1996, 1997, 1998